# Femme jouant du théorbe et un cavalier
Femme jouant du théorbe et un cavalier est une peinture à l'huile sur panneau de bois réalisée vers 1658 par l'artiste néerlandais Gerard ter Borch. L'œuvre représente une jeune femme jouant du théorbe sous le regard de son amant. Le tableau fait partie de la collection du Metropolitan Museum of Art de New York.

## Description
La peinture de Ter Borch expose une scène dans laquelle une jeune femme joue du théorbe-luth (un instrument à cordes) tandis que son prétendant est assis à proximité. L'homme est un cavalier, un soldat du XVIIe siècle, et on le voit assis sur une table recouverte de tissu. Son épée est posée à plat à sa gauche, tandis qu'un recueil de chansons (un cadeau des amoureux commun à l'époque) repose à proximité. Une montre, représentant peut-être la tempérance ou le caractère éphémère de l'affaire, se trouve près des autres objets,.